# Хабашиты
Хабаши́ты (араб. الأحباش‎‎), также известна как Организация благотворительных исламских проектов (араб. جمعية المشاريع الخيرية الإسلام‎) — школа основанная в середине 1980-х годов эфиопским проповедником Абдуллахом аль-Харари.

## История

### Ливан
Переехав в 1950-х годах из Эфиопии в Сирию, Абдуллах аль-Харари заниматься преподаванием исламских наук. Учение аль-Харари, основанное на крайностях[неизвестный термин] мистицизма, обвинении в неверии своих оппонентов и жесткой вертикали власти, не нашло понимания среди суфиев Сирии. В 1975 году он переселился в Ливан, который был охвачен противостоянием между суннитами, шиитами и христианами. Здесь вокруг него постепенно сплотилась большая группа последователей. Развернутая там широкомасштабная деятельность подразумевала наличие у него серьезной материально-финансовой поддержки. В разгоревшейся в 1975 году гражданской войне хабашиты стали предавать и обвинять в неверии всех несогласных с ними мусульман, что стало одним из главных дестабилизирующих факторов.
В 1983 году Низар аль-Халяби, последователь аль-Харари, становится руководителем «Организации благотворительных исламских проектов», благодаря чему за несколько лет работы хабашиты, смогли сильно распространить своё влияние в Ливане, Иордании и других арабских странах, а также в странах Европы, Америки и Австралии.

### Украина
В 1976 году Ахмед Тамим, уроженец Ливана, приехал на Украину, где обучался на факультете вычислительной техники Киевского Политехнического института. В 1992 году, уже в независимой Украине, он организовал и возглавил Духовное управление мусульман Украины (ДУМУ), откуда и начинается продвижение идеологии хабашитов на постсоветском пространстве. В начале 2010-х годов ДУМУ открыл свой филиал в Крыму — Духовный центр мусульман Крыма (ДЦМК). На базе этого филиала в августе 2014 году был создан Таврический муфтият.

## Религиозные убеждения
Хабашиты утверждают, что следуют шафиитскому мазхабу в вопросах фикха, а в вопросах вероубеждений они ашариты. Хабашиты придерживаются двух суфийских тарикатов: рифаия и кадирия.